# Дьомкіна Катерина Олегівна
Катерина Олегівна Дьомкіна (нар.25 жовтня 1989) — українська спортсменка, яка спеціалізується на стрільбі з малоколіберного пістолета, срібна призерка літньої Універсіади у Казані, чемпіонка літньої Універсіади у Шеньчжені. 

## Спортивні результати

### Універсіада 2013
На літній Універсіаді у Казані Катерина виступала у 4 дисциплінах. та завоювала срібну медаль у командних змаганнях зі стрільби з пістолету на 25 метрів разом з Оленою Костевич та Мартою Бойчук.
У командних змаганнях зі стрільби з пневматичного пістолета на 10 метрів Бойчук посіла шосте місце. В індивідуальних змаганнях у цій же дисципліні Катерина не пробилась до фіналу, показавши у кваліфікації 26 результат. У стрільбі з пістолета з відстані 25 метрів посіла 4 місце.